# فت-فری فریموورک
فت-فری فرِیموورک (به انگلیسی: Fat-Free Framework) یک چارچوب نرم‌افزاری منبع باز تحت وب است. فایل اصلی این چارچوب نرم‌افزاری تقریباً به طور کامل به زبان پی اچ پی نوشته شده است.
فت فری برای اولین بار در سال ۲۰۰۹ منتشر شد. این چارچوب تأثیر پذیری زیادی از چارچوب نرم‌افزاری دیگری به نام Sinatra از زبان برنامه‌نویسی روبی داشته است.